# 루다섬

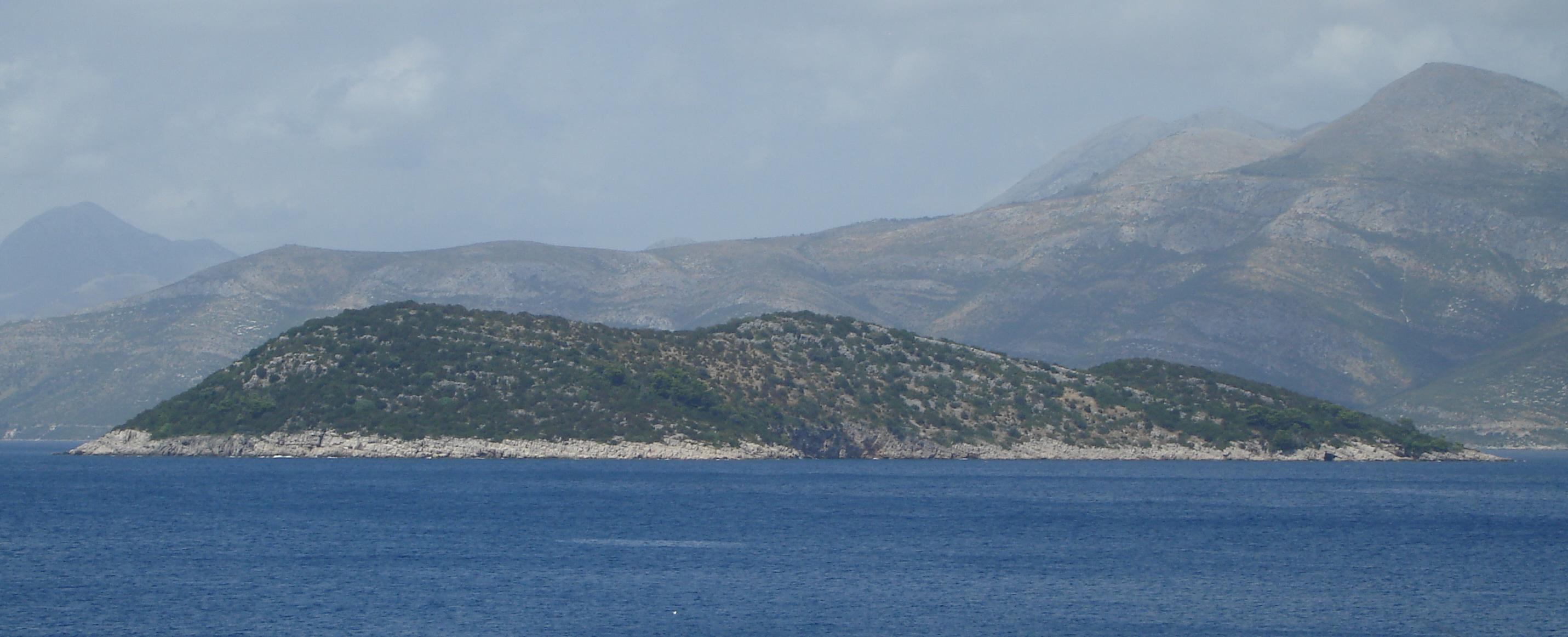
루다섬

루다섬(Ruda)은 두브로브니크네레트바주의 섬이다. 면적은 0.296제곱킬로미터이며 해안선의 길이는 2.37킬로그램이다. 루다섬에서 가장 높은 지점은 81미터 높이이다.